# Rex White
Rex White (Taylorsville, Carolina del Norte, 17 de agosto de 1929-Taylorsville, Carolina del Norte 18 de julio de 2025) fue un piloto de automovilismo estadounidense de la categoría NASCAR, de la que fue campeón en una ocasión.

## Legado
Con una estatura de 1.60m y un peso de 135 libras, Rex White fue el piloto más pequeño en ganar el campeonato de NASCAR hasta el 2021. Tras 10 años y 36,000 millas recorridas en 233 carreras, White ganó 28 carreras, terminó entre los primeros 5 en 110 y entre los mejores 10 en 163 carreras. White es considerado por NASCAR como uno de los 50 mejores pilotos de la historia, ganador del premio Living Legends of Auto Racing Pioneers y al pionero Smokey Yunick. También es miembro del National Motorsports Press Association Hall of Fame en Darlington y en el Georgia Automobile Racing Hall of Fame.
Las 163 clasificaciones entre los primeros 10 lugares en 233 carreras de White, alrededor del 70% de sus carreras, es considerada una marca difícil de igualar en los tiempos actuales. Solo Tim Flock ha estado cerca de igualar esos números.
White autorizó una autobiografía titulada Gold Thunder, hecha por la editora Ann Jones con un segundo libro con 58 memorias del pasado y presente de las leyendas de NASCAR titulado All Around The Track.
En enero de 2015 White fue seleccionado miembro del NASCAR Hall of Fame y a su vez, White era el campeón de NASCAR más viejo con vida, a los 85 años.

## Resultados

### Grand National Series
| NASCAR Grand National Series | NASCAR Grand National Series | NASCAR Grand National Series | NASCAR Grand National Series | NASCAR Grand National Series | NASCAR Grand National Series | NASCAR Grand National Series | NASCAR Grand National Series | NASCAR Grand National Series | NASCAR Grand National Series | NASCAR Grand National Series | NASCAR Grand National Series | NASCAR Grand National Series | NASCAR Grand National Series | NASCAR Grand National Series | NASCAR Grand National Series | NASCAR Grand National Series | NASCAR Grand National Series | NASCAR Grand National Series | NASCAR Grand National Series | NASCAR Grand National Series | NASCAR Grand National Series | NASCAR Grand National Series | NASCAR Grand National Series | NASCAR Grand National Series | NASCAR Grand National Series | NASCAR Grand National Series | NASCAR Grand National Series | NASCAR Grand National Series | NASCAR Grand National Series | NASCAR Grand National Series | NASCAR Grand National Series | NASCAR Grand National Series | NASCAR Grand National Series | NASCAR Grand National Series | NASCAR Grand National Series | NASCAR Grand National Series | NASCAR Grand National Series | NASCAR Grand National Series | NASCAR Grand National Series | NASCAR Grand National Series | NASCAR Grand National Series | NASCAR Grand National Series | NASCAR Grand National Series | NASCAR Grand National Series | NASCAR Grand National Series | NASCAR Grand National Series | NASCAR Grand National Series | NASCAR Grand National Series | NASCAR Grand National Series | NASCAR Grand National Series | NASCAR Grand National Series | NASCAR Grand National Series | NASCAR Grand National Series | NASCAR Grand National Series | NASCAR Grand National Series | NASCAR Grand National Series | NASCAR Grand National Series | NASCAR Grand National Series | NASCAR Grand National Series | NASCAR Grand National Series | NASCAR Grand National Series | NASCAR Grand National Series | NASCAR Grand National Series | NASCAR Grand National Series | NASCAR Grand National Series | NASCAR Grand National Series | NASCAR Grand National Series | NASCAR Grand National Series |
| Año                          | Equipo                       | No.                          | Vehículo                     | 1                            | 2                            | 3                            | 4                            | 5                            | 6                            | 7                            | 8                            | 9                            | 10                           | 11                           | 12                           | 13                           | 14                           | 15                           | 16                           | 17                           | 18                           | 19                           | 20                           | 21                           | 22                           | 23                           | 24                           | 25                           | 26                           | 27                           | 28                           | 29                           | 30                           | 31                           | 32                           | 33                           | 34                           | 35                           | 36                           | 37                           | 38                           | 39                           | 40                           | 41                           | 42                           | 43                           | 44                           | 45                           | 46                           | 47                           | 48                           | 49                           | 50                           | 51                           | 52                           | 53                           | 54                           | 55                           | 56                           | 57                           | 58                           | 59                           | 60                           | 61                           | 62                           | NGNC                         | Pts                          | Ref                          |
| ---------------------------- | ---------------------------- | ---------------------------- | ---------------------------- | ---------------------------- | ---------------------------- | ---------------------------- | ---------------------------- | ---------------------------- | ---------------------------- | ---------------------------- | ---------------------------- | ---------------------------- | ---------------------------- | ---------------------------- | ---------------------------- | ---------------------------- | ---------------------------- | ---------------------------- | ---------------------------- | ---------------------------- | ---------------------------- | ---------------------------- | ---------------------------- | ---------------------------- | ---------------------------- | ---------------------------- | ---------------------------- | ---------------------------- | ---------------------------- | ---------------------------- | ---------------------------- | ---------------------------- | ---------------------------- | ---------------------------- | ---------------------------- | ---------------------------- | ---------------------------- | ---------------------------- | ---------------------------- | ---------------------------- | ---------------------------- | ---------------------------- | ---------------------------- | ---------------------------- | ---------------------------- | ---------------------------- | ---------------------------- | ---------------------------- | ---------------------------- | ---------------------------- | ---------------------------- | ---------------------------- | ---------------------------- | ---------------------------- | ---------------------------- | ---------------------------- | ---------------------------- | ---------------------------- | ---------------------------- | ---------------------------- | ---------------------------- | ---------------------------- | ---------------------------- | ---------------------------- | ---------------------------- | ---------------------------- | ---------------------------- | ---------------------------- |
| 1956                         | Max Welborn                  | X                            | Chevy                        | HCY                          | CLT                          | WSS                          | PBS                          | ASF                          | DAB 22                       | PBS 8                        | WIL 8                        | ATL                          | NWS 19                       |                              | RCH 9                        | CLB 8                        | CON 5                        | GPS 7                        | HCY                          | HBO 13                       | MAR 6                        | LIN                          | CLT 21                       | POR                          | EUR                          | NYF                          | MER                          | MAS                          | CLT                          | MCF                          | POR                          | AWS 19                       | RSP 9                        | PIF                          | CSF                          | CHI                          | CCF 6                        | MGY                          | OKL                          | ROA 11                       | OBS 17                       | SAN                          | NOR 3                        | PIF 3                        | MYB                          | POR                          |                              | CSH 10                       | CLT 8                        |                              |                              |                              |                              |                              |                              |                              |                              |                              |                              |                              |                              |                              |                              |                              |                              | 11°                          | 4642                         | [ 7 ]                        |
| 1956                         | Max Welborn                  | 10                           | Chevy                        |                              |                              |                              |                              |                              |                              |                              |                              |                              |                              | LAN 25                       |                              |                              |                              |                              |                              |                              |                              |                              |                              |                              |                              |                              |                              |                              |                              |                              |                              |                              |                              |                              |                              |                              |                              |                              |                              |                              |                              |                              |                              |                              |                              |                              | DAR 11                       |                              |                              | LAN 8                        | POR                          | CLB                          | HBO                          | NWP                          | CLT                          | CCF                          |                              |                              |                              |                              |                              |                              |                              |                              |                              | 11°                          | 4642                         | [ 7 ]                        |
| 1956                         | Max Welborn                  | X                            | Ford                         |                              |                              |                              |                              |                              |                              |                              |                              |                              |                              |                              |                              |                              |                              |                              |                              |                              |                              |                              |                              |                              |                              |                              |                              |                              |                              |                              |                              |                              |                              |                              |                              |                              |                              |                              |                              |                              |                              |                              |                              |                              |                              |                              |                              |                              |                              |                              |                              |                              |                              |                              |                              |                              | MAR 32                       | HCY                          | WIL                          |                              |                              |                              |                              |                              |                              | 11°                          | 4642                         | [ 7 ]                        |
| 1957                         | Max Welborn                  | 44                           | Chevy                        | WSS                          | CON                          | TIC                          | DAB 9                        | CON                          | WIL                          | HBO                          | AWS                          | NWS                          | LAN                          | CLT                          | PIF                          | GBF                          | POR                          | CCF                          | RCH 20                       | MAR                          | POR                          | EUR                          | LIN                          | LCS                          | ASP                          | NWP                          | CLB                          | CPS                          | PIF                          | JAC                          | RSP                          | CLT                          | MAS                          | POR                          | HCY                          | NOR                          | LCS                          | GLN                          | KPC                          | LIN                          | OBS 2*                       | MYB                          | DAR 28                       | NYF                          | AWS 4                        | CSF                          | SCF                          | LAN 4                        | CLB                          | CCF                          | CLT                          | MAR 4                        | NBR                          | CON                          | NWS 8                        | GBF 18                       |                              |                              |                              |                              |                              |                              |                              |                              |                              | 21°                          | 2508                         | [ 8 ]                        |
| 1958                         | Julian Petty                 | 44                           | Chevy                        | FAY 1                        | DAB                          | CON                          | FAY 6                        | WIL                          | HBO                          | FAY 26                       | CLB                          | PIF                          | ATL                          | CLT                          | MAR 2                        | ODS 3                        | OBS 3                        | GPS                          | GBF                          | STR 2                        | NWS 3                        | BGS 2*                       | TRN                          | RSD                          | CLB                          | NBS                          | REF                          |                              |                              | AWS 1*                       | RSP 3                        | MCC 3                        | SLS                          | TOR 7*                       | BUF 5                        | MCF 21                       | BEL 2                        | BRR                          | CLB                          |                              |                              |                              |                              |                              |                              |                              |                              |                              |                              |                              |                              |                              |                              |                              |                              |                              |                              |                              |                              |                              |                              |                              |                              |                              |                              | 7°                           | 6552                         | [ 9 ]                        |
| 1958                         | Jim Parsley                  | 70                           | Chevy                        |                              |                              |                              |                              |                              |                              |                              |                              |                              |                              |                              |                              |                              |                              |                              |                              |                              |                              |                              |                              |                              |                              |                              |                              | LIN 11                       | HCY                          |                              |                              |                              |                              |                              |                              |                              |                              |                              |                              |                              |                              |                              |                              |                              |                              |                              |                              |                              |                              |                              |                              |                              |                              |                              |                              |                              |                              |                              |                              |                              |                              |                              |                              |                              |                              | 7°                           | 6552                         | [ 9 ]                        |
| 1958                         | Rex White                    | 11                           | Chevy                        |                              |                              |                              |                              |                              |                              |                              |                              |                              |                              |                              |                              |                              |                              |                              |                              |                              |                              |                              |                              |                              |                              |                              |                              |                              |                              |                              |                              |                              |                              |                              |                              |                              |                              |                              |                              | NSV 23*                      | AWS 37                       | BGS                          | MBS                          |                              |                              |                              |                              |                              |                              |                              |                              |                              |                              |                              |                              |                              |                              |                              |                              |                              |                              |                              |                              |                              |                              | 7°                           | 6552                         | [ 9 ]                        |
| 1958                         | Rex White                    | 40                           | Chevy                        |                              |                              |                              |                              |                              |                              |                              |                              |                              |                              |                              |                              |                              |                              |                              |                              |                              |                              |                              |                              |                              |                              |                              |                              |                              |                              |                              |                              |                              |                              |                              |                              |                              |                              |                              |                              |                              |                              |                              |                              | DAR 7                        | CLT                          | BIR 7                        | CSF                          | GAF                          | RCH                          | HBO                          | SAS                          | MAR 3                        | NWS                          | ATL                          |                              |                              |                              |                              |                              |                              |                              |                              |                              |                              |                              | 7°                           | 6552                         | [ 9 ]                        |
| 1959                         | Rex White                    | 40                           | Chevy                        | FAY 10                       |                              |                              |                              |                              |                              |                              |                              |                              |                              |                              |                              |                              |                              |                              |                              |                              |                              |                              |                              |                              |                              |                              |                              |                              |                              |                              |                              |                              |                              |                              |                              |                              |                              |                              |                              |                              |                              |                              |                              |                              |                              |                              |                              |                              |                              |                              |                              |                              |                              |                              |                              |                              |                              |                              |                              |                              |                              |                              |                              |                              |                              | 10°                          | 5526                         | [ 10 ]                       |
| 1959                         | Rex White                    | 4                            | Chevy                        |                              | DAY 10                       | DAY 26                       | HBO                          | CON 14                       | ATL                          | WIL                          | BGS 3                        | CLB                          | NWS                          | REF 19                       |                              | MAR 15                       | TRN                          | CLT                          | NSV 1                        | ASP                          | PIF                          | GPS                          | ATL                          | CLB                          | WIL                          | RCH                          | BGS 1**                      | AWS 1                        | DAY 23                       | HEI 2*                       | CLT                          | MBS                          | CLT                          | NSV 24*                      | AWS 5                        | BGS 1**                      | GPS                          | CLB                          | DAR 17                       | HCY 3                        | RCH                          | CSF                          |                              | MAR 1*                       | AWS 4                        | NWS 2                        |                              |                              |                              |                              |                              |                              |                              |                              |                              |                              |                              |                              |                              |                              |                              |                              |                              |                              |                              | 10°                          | 5526                         | [ 10 ]                       |
| 1959                         | Lund Racing                  | 5                            | Chevy                        |                              |                              |                              |                              |                              |                              |                              |                              |                              |                              |                              | HCY 21                       |                              |                              |                              |                              |                              |                              |                              |                              |                              |                              |                              |                              |                              |                              |                              |                              |                              |                              |                              |                              |                              |                              |                              |                              |                              |                              |                              |                              |                              |                              |                              |                              |                              |                              |                              |                              |                              |                              |                              |                              |                              |                              |                              |                              |                              |                              |                              |                              |                              |                              | 10°                          | 5526                         | [ 10 ]                       |
| 1959                         | Beau Morgan                  | 15                           | Ford                         |                              |                              |                              |                              |                              |                              |                              |                              |                              |                              |                              |                              |                              |                              |                              |                              |                              |                              |                              |                              |                              |                              |                              |                              |                              |                              |                              |                              |                              |                              |                              |                              |                              |                              |                              |                              |                              |                              |                              | HBO 17                       |                              |                              |                              | CON 14                       |                              |                              |                              |                              |                              |                              |                              |                              |                              |                              |                              |                              |                              |                              |                              |                              |                              |                              | 10°                          | 5526                         | [ 10 ]                       |
| 1960                         | Beau Morgan                  | 15                           | Ford                         | CLT 14                       | CLB                          | DAY                          |                              |                              |                              |                              |                              |                              |                              |                              |                              |                              |                              |                              |                              |                              |                              |                              |                              |                              |                              |                              |                              |                              |                              |                              |                              |                              |                              |                              |                              |                              |                              |                              |                              |                              |                              |                              |                              |                              |                              |                              |                              |                              |                              |                              |                              |                              |                              |                              |                              |                              |                              |                              |                              |                              |                              |                              |                              |                              |                              | 1°                           | 21164                        | [ 11 ]                       |
| 1960                         | Rex White                    | 4                            | Chevy                        |                              |                              |                              | DAY 4                        | DAY 9                        | CLT 2                        | NWS 2                        | PHO                          | CLB 1                        | MAR 4                        | HCY 14                       | WIL 4                        | BGS 2                        | GPS 9                        | AWS 7                        | DAR 3                        | PIF 12                       | HBO 11                       | RCH 2                        |                              | CLT 6                        | BGS 3                        | DAY 6                        | HEI 3                        | MAB 1*                       | MBS 3                        | ATL 23                       |                              | NSV 2                        | AWS 1                        | PIF 5                        | CLB 1                        | SBO 3                        | BGS 4                        | DAR 2                        | HCY 3                        | CSF                          | GSP 6                        | HBO 3                        | MAR 1                        | NWS 1                        | CLT 6                        | RCH 8                        | ATL 5                        |                              |                              |                              |                              |                              |                              |                              |                              |                              |                              |                              |                              |                              |                              |                              |                              |                              |                              | 1°                           | 21164                        | [ 11 ]                       |
| 1960                         | Scotty Cain                  | 41                           | Ford                         |                              |                              |                              |                              |                              |                              |                              |                              |                              |                              |                              |                              |                              |                              |                              |                              |                              |                              |                              | HMS 8                        |                              |                              |                              |                              |                              |                              |                              |                              |                              |                              |                              |                              |                              |                              |                              |                              |                              |                              |                              |                              |                              |                              |                              |                              |                              |                              |                              |                              |                              |                              |                              |                              |                              |                              |                              |                              |                              |                              |                              |                              |                              |                              | 1°                           | 21164                        | [ 11 ]                       |
| 1960                         | L. D. Austin                 | 74                           | Chevy                        |                              |                              |                              |                              |                              |                              |                              |                              |                              |                              |                              |                              |                              |                              |                              |                              |                              |                              |                              |                              |                              |                              |                              |                              |                              |                              |                              | BIR 9                        |                              |                              |                              |                              |                              |                              |                              |                              |                              |                              |                              |                              |                              |                              |                              |                              |                              |                              |                              |                              |                              |                              |                              |                              |                              |                              |                              |                              |                              |                              |                              |                              |                              |                              | 1°                           | 21164                        | [ 11 ]                       |
| 1961                         | White-Clements Racing        | 4                            | Chevy                        | CLT 2                        | JSP 3                        | DAY 21                       | DAY                          | DAY 12                       | PIF 7                        | AWS 1**                      |                              | ATL 2                        | GPS 3*                       | HBO 5                        | BGS 1*                       |                              | NWS 1*                       | CLB 5                        | HCY 3                        | RCH 10                       | MAR 9                        | DAR 24                       | CLT 14                       | CLT                          | RSD                          | ASP                          | CLT 3                        | PIF 10                       | BIR 4                        | GPS 8                        | BGS 1                        | NOR 2                        | HAS 3                        | STR 2                        | DAY 23                       | ATL 10                       | CLB 14                       | MBS 10                       | BRI 25                       | NSV 23                       | BGS 1                        | AWS 3                        | RCH 4                        | SBO 5                        |                              | HCY 1                        | RCH 3                        | CSF                          | ATL 18                       |                              | NWS 1*                       | CLT 5                        | BRI 2                        | GPS 3                        | HBO 2                        |                              |                              |                              |                              |                              |                              |                              |                              |                              |                              | 2°                           | 26442                        | [ 12 ]                       |
| 1961                         | White-Clements Racing        | 47                           | Chevy                        |                              |                              |                              |                              |                              |                              |                              | HMS 6                        |                              |                              |                              |                              |                              |                              |                              |                              |                              |                              |                              |                              |                              |                              |                              |                              |                              |                              |                              |                              |                              |                              |                              |                              |                              |                              |                              |                              |                              |                              |                              |                              |                              |                              |                              |                              |                              |                              |                              |                              |                              |                              |                              |                              |                              |                              |                              |                              |                              |                              |                              |                              |                              |                              | 2°                           | 26442                        | [ 12 ]                       |
| 1961                         | White-Clements Racing        | 4                            | Ford                         |                              |                              |                              |                              |                              |                              |                              |                              |                              |                              |                              |                              | MAR 2*                       |                              |                              |                              |                              |                              |                              |                              |                              |                              |                              |                              |                              |                              |                              |                              |                              |                              |                              |                              |                              |                              |                              |                              |                              |                              |                              |                              |                              |                              |                              |                              |                              |                              |                              |                              |                              |                              |                              |                              |                              |                              |                              |                              |                              |                              |                              |                              |                              |                              | 2°                           | 26442                        | [ 12 ]                       |
| 1961                         | White-Clements Racing        | 47                           | Pontiac                      |                              |                              |                              |                              |                              |                              |                              |                              |                              |                              |                              |                              |                              |                              |                              |                              |                              |                              |                              |                              |                              |                              |                              |                              |                              |                              |                              |                              |                              |                              |                              |                              |                              |                              |                              |                              |                              |                              |                              |                              |                              | DAR 10                       |                              |                              |                              |                              |                              |                              |                              |                              |                              |                              |                              |                              |                              |                              |                              |                              |                              |                              |                              |                              | 2°                           | 26442                        | [ 12 ]                       |
| 1961                         | White-Clements Racing        | 4                            | Pontiac                      |                              |                              |                              |                              |                              |                              |                              |                              |                              |                              |                              |                              |                              |                              |                              |                              |                              |                              |                              |                              |                              |                              |                              |                              |                              |                              |                              |                              |                              |                              |                              |                              |                              |                              |                              |                              |                              |                              |                              |                              |                              |                              |                              |                              |                              |                              | MAR 2                        |                              |                              |                              |                              |                              |                              |                              |                              |                              |                              |                              |                              |                              |                              |                              | 2°                           | 26442                        | [ 12 ]                       |
| 1962                         | White-Clements Racing        | 4                            | Chevy                        | CON 4                        | AWS 1*                       | DAY                          | DAY 3                        | DAY 7                        | CON 15                       | AWS 18                       | SVH 5                        | HBO 1                        | RCH 1                        | CLB 6                        | NWS 31                       | GPS 17                       | MBS                          | MAR 3                        | BGS 1**                      | BRI 29                       | RCH 13*                      | HCY 2                        | CON 20                       | DAR 27                       | PIF                          | CLT 11                       | ATL 21                       | BGS 2                        | AUG                          | RCH 2*                       | SBO 1*                       | DAY 11                       | CLB 1                        | ASH 17*                      | GPS 5                        | AUG                          | SVH                          | MBS                          | BRI 7                        | CHT                          | NSV                          | HUN                          | AWS 3                        | STR                          | BGS                          | PIF                          | VAL                          | DAR 9                        | HCY 1*                       | RCH 5                        | DTS                          | AUG                          | MAR 27                       | NWS 8                        | CLT 30                       | ATL 1                        |                              |                              |                              |                              |                              |                              |                              |                              |                              | 5°                           | 19424                        | [ 13 ]                       |
| 1963                         | White-Clements Racing        | 4                            | Chevy                        | BIR 7                        | GGS 13                       | THS                          | RSD 15                       | DAY                          | DAY 2                        | DAY 14                       | PIF                          | AWS                          | HBO                          | ATL 6                        | HCY                          | BRI 24                       | AUG                          | RCH 3                        | GPS                          | SBO                          | BGS                          | MAR 11                       | NWS 7                        | CLB                          | THS                          | DAR 31                       | ODS                          | RCH                          | CLT 3                        | BIR                          | ATL 6                        |                              |                              |                              |                              |                              |                              |                              |                              |                              |                              |                              |                              |                              |                              |                              |                              |                              |                              |                              |                              |                              |                              |                              |                              |                              |                              |                              |                              |                              |                              |                              |                              |                              |                              | 9°                           | 20976                        | [ 14 ]                       |
| 1963                         | White-Clements Racing        | 4                            | Mercury                      |                              |                              |                              |                              |                              |                              |                              |                              |                              |                              |                              |                              |                              |                              |                              |                              |                              |                              |                              |                              |                              |                              |                              |                              |                              |                              |                              |                              | DAY 21                       | MBS                          | SVH                          | DTS                          | BGS                          | ASH                          | OBS 2                        | BRR 7                        | BRI 9                        | GPS                          | NSV 17                       | CLB                          | AWS                          | PIF                          | BGS                          | ONA                          | DAR 6                        | HCY 22                       | RCH 2                        | MAR 25                       | DTS                          | NWS 7                        | THS                          | CLT 9                        | SBO                          | HBO                          | RSD 37                       |                              |                              |                              |                              |                              |                              |                              | 9°                           | 20976                        | [ 14 ]                       |
| 1964                         | White-Clements Racing        | 4                            | Mercury                      | CON                          | AUG 26                       | JSP                          | SVH                          | RSD                          | DAY                          | DAY                          | DAY                          | RCH                          |                              |                              |                              |                              |                              |                              |                              |                              |                              |                              |                              |                              |                              |                              |                              |                              |                              |                              |                              |                              |                              |                              |                              |                              |                              |                              |                              |                              |                              |                              |                              |                              |                              |                              |                              |                              |                              |                              |                              |                              |                              |                              |                              |                              |                              |                              |                              |                              |                              |                              |                              |                              |                              | 28°                          | 8222                         | [ 15 ]                       |
| 1964                         | Bud Moore Engineering        | 4                            | Mercury                      |                              |                              |                              |                              |                              |                              |                              |                              |                              | BRI 9                        | GPS                          | BGS                          |                              |                              |                              |                              |                              |                              |                              |                              | DAR 21                       | LGY                          | HCY                          | SBO                          | CLT 3                        | GPS                          | ASH                          | ATL 5                        | CON                          | NSV                          | CHT                          | BIR                          | VAL                          | PIF                          | DAY                          | ODS                          | OBS                          | BRR                          | ISP                          | GLN                          | LIN                          | BRI                          | NSV                          | MBS                          | AWS                          | DTS                          | ONA                          | CLB                          | BGS                          | STR                          | DAR                          | HCY                          | RCH                          | ODS                          | HBO                          | MAR                          | SVH                          | NWS                          | CLT                          | HAR                          | AUG                          | JAC                          | 28°                          | 8222                         | [ 15 ]                       |
| 1964                         | Bud Moore Engineering        | 01                           | Mercury                      |                              |                              |                              |                              |                              |                              |                              |                              |                              |                              |                              |                              | ATL 18                       | AWS                          | HBO                          | PIF                          | CLB                          | NWS                          | MAR                          | SVH                          |                              |                              |                              |                              |                              |                              |                              |                              |                              |                              |                              |                              |                              |                              |                              |                              |                              |                              |                              |                              |                              |                              |                              |                              |                              |                              |                              |                              |                              |                              |                              |                              |                              |                              |                              |                              |                              |                              |                              |                              |                              |                              | 28°                          | 8222                         | [ 15 ]                       |

### Daytona 500
| Año  | Equipo                | Vehículo  | Inicio | Fin |
| ---- | --------------------- | --------- | ------ | --- |
| 1959 | Rex White             | Chevrolet | 19     | 26  |
| 1960 | Rex White             | Chevrolet | 8      | 9   |
| 1961 | White-Clements Racing | Chevrolet | 41     | 12  |
| 1962 | White-Clements Racing | Chevrolet | 8      | 7   |
| 1963 | White-Clements Racing | Chevrolet | 6      | 14  |

## Estadísticas
| Año    | Aparciones/Carreras | Victorias | Poles | Top 5 | Top 10 | Lideratos de vuelta | Inicio | Fin  | Ganancias | Clasificación |
| ------ | ------------------- | --------- | ----- | ----- | ------ | ------------------- | ------ | ---- | --------- | ------------- |
| 1956   | 24 / 56             | 0         | 1     | 3     | 14     | 0                   | 14.3   | 12.0 | $5,333    | 11            |
| 1957   | 9 / 53              | 0         | 1     | 4     | 6      | 193                 | 18.1   | 10.8 | $3,870    | 21            |
| 1958   | 22 / 51             | 2         | 7     | 13    | 17     | 471                 | 5.1    | 8.1  | $12,232   | 7             |
| 1959   | 23 / 44             | 5         | 5     | 11    | 13     | 827                 | 7.4    | 10.2 | $12,360   | 10            |
| 1960   | 40 / 44             | 6         | 3     | 25    | 35     | 541                 | 6.4    | 5.3  | $57,525   | 1             |
| 1961   | 47 / 52             | 7         | 7     | 29    | 38     | 1224                | 7.6    | 7.0  | $56,395   | 2             |
| 1962   | 37 / 53             | 8         | 9     | 18    | 23     | 1129                | 6.7    | 9.9  | $36,245   | 5             |
| 1963   | 25 / 55             | 0         | 3     | 5     | 14     | 171                 | 7.7    | 12.2 | $27.241   | 9             |
| 1964   | 6 / 62              | 0         | 1     | 2     | 3      | 27                  | 11.2   | 13.7 | $12,310   | 28            |
|        |                     |           |       |       |        |                     |        |      |           |               |
| Totals | 233                 | 28        | 36    | 110   | 163    | 4583                | 8.1    | 9.0  | $223,511  |               |

- Fuente:[16]